# 40 Eridani
40 Eridani (Keid, Omikron-2 Eridani) – gwiazda potrójna w gwiazdozbiorze Erydanu, odległa od Słońca o około 16,5 roku świetlnego.

## Nazwa
Tradycyjna nazwa gwiazdy, Keid, wywodzi się od arabskiego ‏القيض‎ al-qaiḍ, co oznacza „skorupy jaj” i podobnie jak nazwa sąsiedniej gwiazdy Beid („jajo”), nawiązuje do arabskiego wyobrażenia strusiego gniazda. Międzynarodowa Unia Astronomiczna formalnie zatwierdziła użycie nazwy Keid dla określenia 40 Eridani A.

## Charakterystyka obserwacyjna
Główną gwiazdę układu, 40 Eridani A, można bez problemu dostrzec gołym okiem. W 1783 roku angielski astronom William Herschel odkrył, że nie jest ona gwiazdą pojedynczą. W 1851 roku rosyjski astronom Otto Wilhelm von Struve stwierdził, że ciemniejszy składnik sam jest gwiazdą podwójną. Wreszcie w 1910 r. Henry Norris Russell, Edward Charles Pickering i Williamina Fleming stwierdzili, że składnik B pomimo małej jasności jest białą gwiazdą typu widmowego A. To oznaczało, że musi mieć bardzo małe rozmiary; był to pierwszy odkryty biały karzeł.
System 40 Eridani obecnie zbliża się do Słońca w ruchu dookoła Centrum Galaktyki, które obiega po ekscentrycznej orbicie. Za 19 tysięcy lat osiągnie minimalną odległość 4,57 pc (15,5 ly), pojaśnieje wówczas do 4,24m, po czym ponownie zacznie się oddalać.

## Charakterystyka fizyczna

### 40 Eridani A
40 Eridani A jest gwiazdą ciągu głównego, pomarańczowym karłem należącym do typu widmowego K0,5. Ma ona niższą temperaturę niż Słońce, około 5070 K i jasność równą 40% jasności Słońca. Gwiazda ma promień około 0,81 promienia Słońca i masę równą 0,78 masy Słońca. Charakteryzuje ją aktywność magnetyczna przejawiająca się w cyklu trwającym 10,1 roku, podobnym do cyklu słonecznego.

### 40 Eridani BC
40 Eridani to rozległy układ potrójny. Parę gwiazd 40 Eridani BC dzieli od głównej gwiazdy A odległość kątowa równa 83,7 sekundy kątowej (pomiar z 2016 r.), co odpowiada odległości w przestrzeni około 400 au. Okres orbitalny tego układu jest oceniany na około 8000 lat. Składniki B i C dzieli około dziesięciokrotnie mniejsza odległość: na niebie są oddalone o 8,3″ (w 2016 r.), a w przestrzeni średnio o 35 au. Ze względu na eliptyczność orbity, gwiazdy te zbliżają się na odległość 20 au i oddalają na 49 au w okresie 230 lat.
Składnik B jest białym karłem o obserwowanej wielkości 9,5m (typu widmowego DA2,9), który ma masę 0,58 masy Słońca, wysoką temperaturę 16 700 K i promień równy zaledwie 1,48 promienia Ziemi. Gęstość materii tej gwiazdy to około ćwierć tony na centymetr sześcienny. Jest to jądro gwiazdy, która w przeszłości była najjaśniejszym i najmasywniejszym składnikiem układu (przypuszczalnie o masie bliskiej masy Słońca), ale zakończyła już swe życie, przechodząc przez etap czerwonego olbrzyma i odrzucając otoczkę. Wiek całego układu jest oceniany na około 5 miliardów lat, gwiazda B stała się białym karłem i stygnie od około 100 milionów lat.
40 Eridani C jest czerwonym karłem 11. obserwowanej wielkości. Ma masę zaledwie 0,2 M☉. Jest to gwiazda rozbłyskowa, której pole magnetyczne wywołuje silne rozbłyski i pojaśnienie w całym zakresie spektralnym. Należy ona do typu widmowego M4,5, jako gwiazda zmienna ma oznaczenie DY Eridani.

### Towarzysze optyczni
40 Eridani ma także dwóch towarzyszy wizualnych. Składnik D jest oddalony od głównej gwiazdy o 481,4″ i ma wielkość gwiazdową 12,62m. Składnik E dzieli od A odległość 569,9″ (prawie 10 minut kątowych), ma on wielkość 12,99m i obserwacje ruchu własnego ukazują, że nie jest fizycznie związany z układem 40 Eridani.

### Możliwy układ planetarny
W 2018 roku ogłoszono odkrycie metodą pomiaru zmian prędkości radialnej planety HD 26965 b, krążącej wokół 40 Eridani A. Miała to być to superziemia o masie 8,5 razy większej niż masa Ziemi, okrążająca gwiazdę w okresie 42 dni. Sygnał zmian prędkości radialnej gwiazdy, zinterpretowany jako wynik przyciągania planety, został niezależnie wykryty przez dwa zespoły naukowców. Jednak w 2024 roku obecność tego sygnału została wyjaśniona aktywnością gwiazdy, co przeczy istnieniu planety.
Ekosfera 40 Eridani A, czyli zakres orbit planet, które przy odpowiedniej atmosferze mogłyby mieć na powierzchni ciekłą wodę, rozciąga się od 0,556 do 1,103 au od gwiazdy. Hipotetyczna planeta krążąca w niej w odległości 0,613 au od gwiazdy miałaby okres obiegu równy 202,5 dnia ziemskiego (na podstawie III prawa Keplera). Gwiazda A widziana z takiej planety miałaby średnicę kątową 0,92°, czyli jej tarcza byłaby o 70% szersza niż Słońce widziane z Ziemi. Na niebie gwiazda podwójna 40 Eri BC świeciłaby z jasnością −7,68m. Pomiary prędkości radialnej gwiazd układu jak na razie wykluczyły obecność planet o masie większej niż 4 masy Jowisza krążących po orbitach ciaśniejszych niż 5,2 au.
Jest bardzo mało prawdopodobne, że planety krążą w ekosferze wokół gwiazdy B, ponieważ w trakcie przekształcania się 40 Eridani B w czerwonego olbrzyma, a następnie białego karła takie planety zostałyby zniszczone. Obecnie ekosfera znajduje się zaledwie 0,06 au od gwiazdy, co odpowiada okresowi obiegu ok. 7,8 dnia. Gwiazda 40 Eridani C jest skłonna do rozbłysków, które czasowo znacznie zwiększają emisję nie tylko światła widzialnego, ale także promieniowania rentgenowskiego, przez co są niebezpieczne dla potencjalnego życia w klasycznie definiowanej ekosferze gwiazdy.

## W fikcji

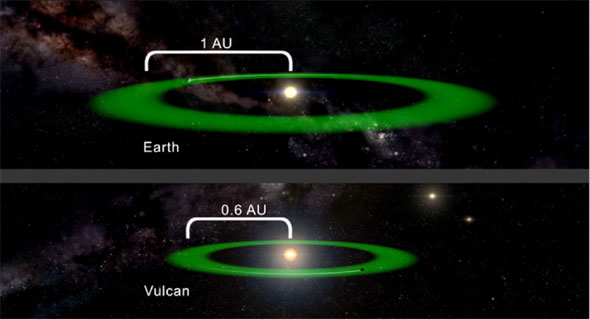
Ekosfery wokół Słońca i 40 Eri A, w której krąży planeta Wolkan (w serialach i filmach z serii Star Trek).

W uniwersum Star Trek wokół gwiazdy 40 Eridani A krąży ziemiopodobna planeta Wolkan, z której pochodzi rasa Wolkan, pierwszy gatunek inteligentnych istot pozaziemskich poznany przez ludzkość. W powieści Projekt Hail Mary Andy’ego Weira planeta rasy Eridian jest wzorowana na superziemi HD 26965 b, która miała krążyć wokół 40 Eri A.